# Cassida margaritacea
Cassida margaritacea es un coleóptero de la familia Chrysomelidae.
Fue descrita científicamente en 1783 por Schaller.